# 이덕사 이태연 묘비
이덕사 이태연 묘비(李德泗 李泰淵 墓碑)는 세종특별자치시 장군면 평기리에 있는 조선시대의 비석이다. 1997년 6월 5일 공주시의 향토문화유적 제17호로 지정되었다가, 행정구역 개편에 따라 2014년 9월 30일 세종특별자치시의 향토유적 제52호로 지정되었다.

## 개요
이덕사 이태연 묘비(李德泗 李泰淵 墓碑)는 조선시대 문신(文臣)인 이덕사(李德泗, 1582~1636)와 이태연(李泰淵, 1615~1669) 부자(父子)의 무덤에 세워져 있는 비석(碑石)이다.
이덕사의 본관(本貫)은 한산(韓山), 자(字)는 응로(應魯)이다. 1616년(광해 8) 실시한 증광시(增廣試)에서 생원(生員)이 되었으며, 후에 종육품(從六品)관직인 의금부(義禁府)의 도사(都事)를 지냈다. 송시열(宋時烈, 1607~1689)의 부인 한산이씨(韓山李氏)가 이덕사의 딸이다.
이태연의 자(字)는 정숙(靜叔), 호는 눌재(訥齋)이다. 14세 때부터 서울에서 유학(遊學)을 하였으며, 신동(神童)이라는 소리를 들었다고 한다. 21세인 1635년(인조 13) 실시한 증광시(增廣試)에서 진사(進士)에 합격하였으나 다음해인 1636년 아버지 이덕사가 사망하여 홀로된 어머니를 모시고 학업에 정진하여 1642년(인조 20) 문과(文科) 정시(庭試)에서 을과(乙科) 1위(位)로 급제(及第)하여 관직을 시작하였다. 충청도와 전라도의 관찰사(觀察使), 병조참의(兵曹參議)를 거쳐 승지(承旨)로 있을 때 어머니가 돌아가셨다. 그 후 경상도의 관찰사가 되었다가 사간원(司諫院)의 최고 관직인 정삼품(正三品) 대사간(大司諫)으로 임명되었다. 1668년(현종 9) 이조참의(吏曹參議)로 자리를 옮겨 있던 중 평안도의 관찰사가 공석이 되자 추천을 받아 종이품(從二品) 가선대부(嘉善大夫)로 품계를 올려 받고 평안도관찰사 겸 평양부윤(平壤府尹)으로 임명된다. 정묘호란(丁卯胡亂, 1627)과 병자호란(丙子胡亂, 1636) 이후 어려워진 평안도 지역의 군기(軍氣)를 다시 세우고, 민심을 돌보기 위해 관서지방(평안도)의 인재를 등용해 줄 것을 요청하였으며, 고구려(高句麗)의 을지문덕(乙支文德)을 기리는 사당(祠堂)을 만드는 등 지역발전을 위해 많은 일들을 진행하던 중 사망한다.
이덕사의 무덤 오른쪽에 세워져 있는 묘비는 1666년(현종 7) 사위인 송시열이 작성하고 글씨를 쓴 것으로 크기는 높이 144cm, 폭 67cm, 두께 25cm이다. 묘비의 앞면에 '有明 朝鮮 義禁府都事 贈吏曹參判 李公德泗之墓(유명 조선 의금부도사 증이조참판 이공덕사지묘)'라 새겨져 있는 것으로 보아 그가 죽은 후에 종이품(從二品) 관직인 이조참판(吏曹參判)을 받은 것을 알 수 있다. 뒷면에는 이덕사의 행적(行蹟)과 송시열의 감회(感懷)가 기록되어 있다.
이태연의 무덤 오른쪽에 세워져 있는 묘비는 1725년(영조 1)에 세워진 것으로 크기는 높이 163㎝, 너비 69㎝, 두께 29㎝이다. 묘비의 앞면에는 '有明 朝鮮 平安道觀察使 李公泰淵之墓(유명조선평안도관찰사이공태연지묘)'라 새겨져 있으며, 옆면과 뒷면에는 송시열의 문하생(門下生)인 권상하(權尙夏, 1641~1721)가 지은 이태연의 행적이 남아있다.

## 현지 안내문
이태연(李泰淵, 1615~1669)은 광해군 7년 ~ 현종 10년까지 활약했던 조선 중기의 문신이다. 본관은 한산이며, 아버지는 의금부도사 덕사, 어머니는 부호군 박정로의 딸이다.
1635년(인조 13년)에 진사가 되고, 1642년(인조 20년)에는 정시문과에 을과로 급제하였다. 1650년(효종 1년) 낙당 김자점 일파로부터 탄핵을 받아 파직당하였다가, 1652년 당진현감에 등용되었다. 1659년에는 충청도 관찰사로 재직도중 유배죄인 7명을 임의로 풀어주었다가 다시 파직당하였으나 이듬해 경주 부윤으로 복직되었다.
이덕사는 이태연의 아버지로 묘비는 사위인 송시열이 지었다. 높이는 144cm, 폭 67cm이며, 두께는 24.5cm이다.

## 같이 보기
- 송시열

## 참고 자료
- 이덕사 이태연 묘비 - 디지털공주문화대전